# Camiri
Camiri är en stad i provinsen Cordillera i departementet Santa Cruz i Bolivia. Staden har en beräknad folkmängd av 25 243 invånare (2008), som kallas "Camireños".
Camiri ligger vid stranden av Parapetifloden i en liten dal omgiven av berg i öster, norr och söder, samt av berget Aguarague i väster.  Camiris ekosystem, "Chaco", omfattar subtropiska torra skogar med låg sammanhängande skogsmark, intensiv xerofilisk växtlighet och stor mångfald i djurriket.